# Фролочкин, Владимир Юрьевич
Фро́лочкин Влади́мир Ю́рьевич (род. 10 декабря 1989, Ленинград) — один из сильнейших сёгистов России, 4 дан ФЕСА, 2 дан NSR.  Обладатель Кубка России по сёги 2014 года, чемпион России по сёги 2015 и 2023 года. В 2023 году вышел на I место в российском ФЕСА-листе, обогнав Виктора Запару, который до этого возглавлял российский рейтинг-лист 18 лет подряд.
Мастер ФИДЕ по шахматам, победитель юношеского чемпионата Санкт-Петербурга по шахматам 2002 года.
Игрок в шведские шахматы, маджонг, сянци, спортивный бридж.

## Биография
В 2012 году закончил Северо-Западный институт управления РАНХиГС, Факультет международных отношений.
Играть в сёги научился в 2013 году, участвовать в официальных турнирах начал в январе 2014.
На 1 января 2017 года занимал 2-ю позицию в российском и 10-ю в европейском ФЕСА-листе.
В 2014—2015 годы преподавал шахматы и сёги в школьных кружках.
С 2019 года играет в сянци. Серебряный призёр I открытого чемпионата СПб по сянци, чемпион нескольких других турниров по сянци.

## Разряды по сёги
- 2014: 2 дан ФЕСА, 2 дан NSR
- 2015: 3 дан ФЕСА
- 2022: 4 дан ФЕСА[8]

## Турнирные результаты в сёги
- 2014, январь: Бронзовый призёр Мемориала Шпилёва (Санкт-Петербург).
- 2014, март: Бронзовый призёр 1-го Кубка Японского дома (Москва).
- 2014, август: Победитель Кубка России (Суздаль).
- 2014, декабрь: Полуфиналист Международного форума сёги.
- 2015, январь: Чемпион Мемориала Шпилёва (Санкт-Петербург)
- 2015, февраль-март: Серебряный призёр 4-го Кубка Генконсула Японии (Санкт-Петербург)
- 2015, март: Серебряный призёр 2-го Кубка Японского дома (Москва)
- 2015, апрель: Чемпион России[9].
- 2016, январь: Чемпион Мемориала Шпилёва[10].
- 2018, октябрь: Чемпион 7-го Кубка Генконсула Японии по сёги (Санкт-Петербург)
- 2023, май: чемпион России по сёги (Москва)[11]
- 2024, май: серебряный призёр Чемпионата Санкт-Петербурга по сёги (Санкт-Петербург)